# 白沙 (特設測量艦)
|          |                                            |
| 船歴     |                                            |
| 建造所   | ウィリアム・グレイ社                       |
| 起工     |                                            |
| 進水     |                                            |
| 竣工     | 1914年                                     |
| 最後     | 1945年6月8日被雷沈没                       |
| 主要目   |                                            |
| 総トン数 | 3,841トン                                  |
| 純トン数 |                                            |
| 載貨重量 |                                            |
| 排水量   | 6,800トン                                  |
| 登録長   |                                            |
| 型幅     |                                            |
| 登録深   |                                            |
| 機関     | レシプロ機関 1基                           |
| 出力     | 1,830馬力                                  |
| 速力     | 11.4ノット                                 |
| 乗員     | 軍人165人、測量班軍属168人（特設測量艦時） |
| 兵装     | 8cm砲×2（特設測量艦時）                    |
| 同型船   |                                            |
| 備考     | 旧船名「福星」                             |

白沙（はくさ）は、日本海軍が運用した特設測量艦。日中戦争中に鹵獲した中国税関監視船「福星」（フーシン、Fushing）を改装したもので、日本海軍の測量艦船としては最大で最も設備が充実していた。太平洋戦争中の1944年に特設工作艦へ再改装され、翌年には特設運送船に転籍したが、アメリカ海軍潜水艦により撃沈された。

## 船歴
1914年（大正3年）に、イギリスのウィリアム・グレイ・アンド・カンパニー（en）造船所で建造された。その後、中華民国の税関監視船として改装されて「福星」の船名で広東省方面で密輸取り締まりに従事していた。税関監視船時代には、第2船倉と上甲板に45フィート（約13.7m）級の高速艇（後記参照）数隻を搭載しており、その揚収用として船橋前の両舷に張り出すように大型のクレーンが設置されていた。
日中戦争中に日本海軍によって鹵獲され、1938年（昭和13年）に横須賀海軍工廠で改装を受けて特設測量艦となった。日中戦争後の帰属が未定で確定的な戦利艦ではなかったため、正規艦船ではなく臨時の特設艦船の取り扱いになっている。九〇式測深儀一型1組をはじめとする測深儀5組など測量機器が装備されたほか、税関監視船時代の高速艇搭載設備を流用して、装載艇として10m測量艇8隻と艦載内火艇が搭載された。排水量約7000トンは日本海軍の測量艦船として最大で、測量設備も最も充実していた。同じく特設測量艦である「第三十六共同丸」（阿波国共同汽船：1499総トン）とともに、中国中南部沿岸の測量に大きく貢献した。
太平洋戦争後期の1944年（昭和19年）5月1日付で特設工作艦になり、再び大規模な改装工事を受けた上、シンガポール（当時の日本名：昭南）に進出した。翌1945年（昭和20年）3月10日にはさらに特設運送船に転籍した。
1945年6月8日、インドシナ半島沖北緯08度56分 東経105度37分 / 北緯8.933度 東経105.617度の地点でアメリカ潜水艦「コビア」の魚雷攻撃により沈没した。

## 搭載艇
本船が中華民国の税関監視船「福星」であった当時、45フィート級の高速艇を搭載していた。母船である「福星」が日本海軍によって鹵獲されたのと同様、搭載艇のうち「関維」及び「関福」の少なくとも2隻が日本海軍によって鹵獲された。これら2隻は横須賀鎮守府に運ばれて日本海軍による研究対象とされ、その高速性能は日本海軍関係者に感銘を与えた。試験後、2隻の高速艇は魚雷戦闘訓練の支援に用いる雑役船の魚雷追躡艇に類別されて「公称第1005号」及び「公称第1006号」と命名された。2隻の研究成果は、日本海軍の魚雷艇開発の参考とされた。

## 特務艦長
- 近藤為次郎 中佐：1938年2月10日[8] - 1938年11月15日[9]
- 今村幸彦 中佐：1938年11月15日[9] - 1939年11月15日[10]
- 古賀善吾 大佐：1939年11月15日[10] - 1940年10月15日[11]
- 古木百蔵 大佐：1940年10月15日[11] - 1941年7月31日[12]
- 高橋棐 大佐：1941年7月31日[12] -